# Himerta impuncta
Himerta impuncta är en stekelart som beskrevs av Sheng, Zhang och Hong 1998. Himerta impuncta ingår i släktet Himerta och familjen brokparasitsteklar. Inga underarter finns listade i Catalogue of Life.